# Kozlov (ort i Tjeckien, Vysočina, lat 49,38, long 16,08)
Kozlov är en ort i Tjeckien.   Den ligger i regionen Vysočina, i den centrala delen av landet, 140 km sydost om huvudstaden Prag. Kozlov ligger 544 meter över havet och antalet invånare är 223.
Terrängen runt Kozlov är platt. Runt Kozlov är det ganska glesbefolkat, med 43 invånare per kvadratkilometer. Närmaste större samhälle är Velké Meziříčí, 5,5 km sydväst om Kozlov. Trakten runt Kozlov består till största delen av jordbruksmark.